# 武公 (晋)
武公（ぶこう、? - 紀元前677年）は、中国春秋時代の晋の分家曲沃の第3代当主、後に晋宗家第18代君主。姓は姫、諱は称。

## 生涯

### 陘廷の戦い
晋の公族で、祖父の桓叔（成師）から続く分家の曲沃の出身で、幼少の頃から曲沃の正卿の欒賓（靖侯の孫、欒成（欒共子）の父、欒枝の祖父、欒書の先祖）を傅に付けられるなど、桓叔に目をかけられていた。
父の荘伯の死後、曲沃の第3代当主となった称は、祖父と父の遺志を継いで宗家を乗っ取ろうとし、紀元前709年に起きた翼宗家の陘廷（翼の南）攻略戦の隙を突いて、宗家当主の哀侯と息子の小子侯を立て続けに滅ぼした。
この戦いの際、称は欒賓の子で、古くからの知り合いである欒成（欒共子）と再会し、「私はあなたを曲沃の正卿として、政を任せたい」と降伏を呼びかけた。しかし欒成は「もし私が私利によって人の道を破棄する（=曲沃の正卿になる）ならば、私はどうやって民に教えるのですか。その上、君侯に仕えて二心を持つならば、 君侯は私をどのように用いられるのですか」と厳然と降伏を拒否し、翼の臣として戦死した。称はこれを大いに悲しんだ。

### 国力増強
しかし、周王室の介入により宗家は晋侯緡を立てた上に、虢公林父を中心とする諸侯連合軍の侵攻を受けたので、称は曲沃に戻り、狐突・士蔿・荀息等の才能ある俊英達を家臣として登用して、改めて曲沃の国力増強に勤めた。その一方で、過去幾度となく周王室の介入を受けた事を踏まえ、蔿国など、周王室内の実力者らの支持を取り付けていった。

### 再統一
そして紀元前679年、今度は権謀術数の限りを尽くして虢公林父を引き入れ、周王室の介入を防いだ上で再度翼に侵攻して晋侯緡を滅ぼし、桓叔・荘伯以来の悲願である晋の再統一を成し遂げた。称は翼の倉庫にあった宝物を全て周王室に献じ、正式に晋侯として認められた。
この際、翼は絳と名を改めた。
紀元前677年死去。晋を再統一した功績から、諡の中では2番目に尊い「武」を諡され、以後武公と呼ばれる。

## 武公を題材にした小説
- 宮城谷昌光『重耳』講談社、1993年